# Nansenpaspoort

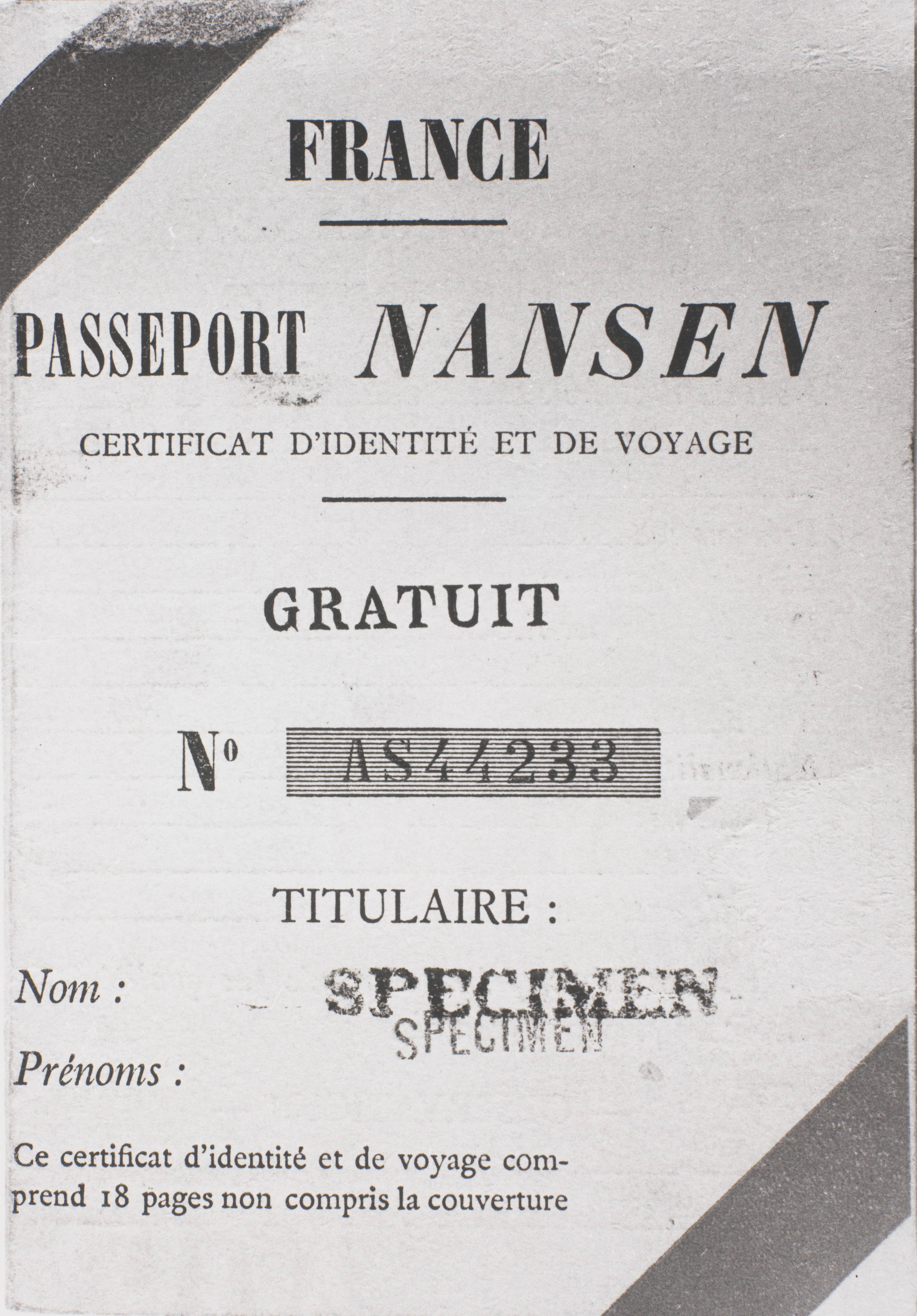
Nansenpaspoort

Het Nansenpaspoort was een door de Volkenbond ingevoerd identiteitsbewijs of reisdocument voor vluchtelingen die niet beschikten over een geldig paspoort uit het door hen ontvluchte land. Dit document werd genoemd naar de poolreiziger, wetenschapper en diplomaat Fridtjof Nansen, die op 27 juni 1921, na de Eerste Wereldoorlog, de eerste Hoge Commissaris voor Vluchtelingen werd namens de Volkenbond. In die functie, die kan worden gezien als voorloper van de Hoge Commissaris voor de Vluchtelingen van de Verenigde Naties, zette hij zich in voor het lot van vluchtelingen en staatlozen en hun rechten.
Ten behoeve van Russische en Armeense vluchtelingen die zich geen paspoort konden verschaffen, werd dit document in juli 1922 door de Volkenbond ingevoerd op voorstel van Nansen. Het probleem van vluchtelingen zonder reisdocumenten was aanzienlijk verergerd doordat nieuwe Russische bolsjewistische machthebbers het Russisch staatsburgerschap ontnamen aan allen die na de Russische Revolutie het land verlaten hadden, hetgeen betekende dat ruim een miljoen mensen met een enkele pennenstreek statenloos werden.
Deze documenten werden vanaf 1922 aan Russische en vanaf 1924 ook aan de Armeense vluchtelingen verstrekt. In 1926 kwamen tevens Assyrische, Assyro-Chaldeeuwse en Turkse vluchtelingen ervoor in aanmerking. Ook door Nederland en België werd dit document erkend.
Nansens commissariaat was de eerste internationale organisatie die zich bezighield met vluchtelingen. Na Nansens dood in 1930 werd het opgevolgd door het Office international Nansen pour les réfugiés dat direct onder het secretariaat van de Volkenbond viel en eveneens nansenpaspoorten bleef verstrekken.